# Comores aux Jeux olympiques d'été de 2004
L'équipe des Comores olympique participe pour la troisième fois à des Jeux d'été aux Jeux olympiques d'été de 2004 à Athènes. La délégation comorienne, amenée par le porte-drapeau Hadhari Djaffar, est composée de 3 athlètes.

## Engagés comoriens par sport

### Athlétisme
| Athlètes        | Discipline | Résultat                          |
| --------------- | ---------- | --------------------------------- |
| Hadhari Djaffar | 100 m      | éliminé lors des séries (10 s 62) |

| Athlètes            | Discipline  | Résultat                           |
| ------------------- | ----------- | ---------------------------------- |
| Salhate Djamalidine | 400 m haies | éliminée lors des séries (59 s 72) |

### Haltérophilie
| Athlètes        | Discipline | Résultat                  |
| --------------- | ---------- | ------------------------- |
| Chaehoi Fatihou | 85 kg      | n'a pas terminé l'épreuve |